# 邁納斯省

邁納斯省（西班牙語：Provincia de Maynas），是秘魯的首份，位於該國東北部洛雷託大區，首府是伊基托斯，海拔高度106米，面積119,859平方公里，2005年人口536,423，人口密度每平方公里4.5人。